# Třída T (1936)
Třída T byla lodní třída oceánských diesel-elektrických ponorek postavených pro britské královské námořnictvo v období druhé světové války. Celkem bylo postaveno 53 ponorek této třídy. Zahraničními uživateli třídy bylo Nizozemsko se čtyřmi a Izrael se dvěma čluny.

## Stavba

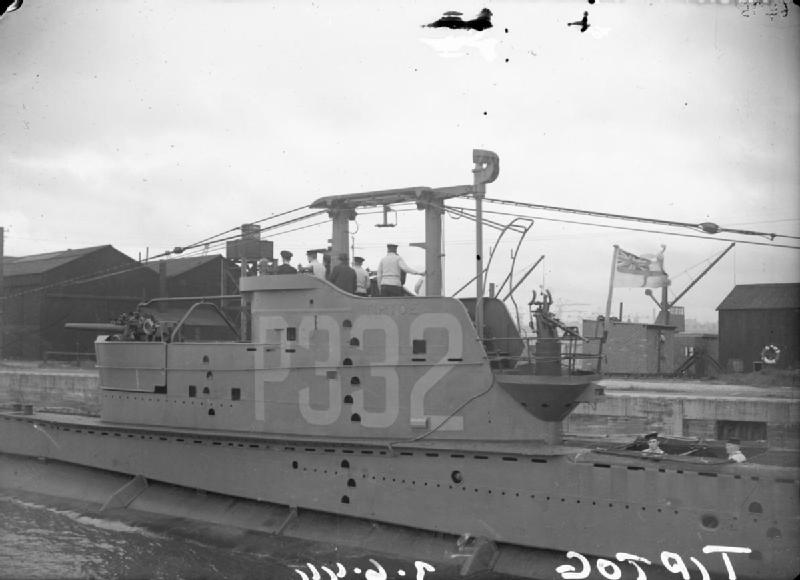
Můstek HMS Tiptoe

Třída byla navržena v 30. letech za účelem náhrady starších ponork tříd O, P a R. Celkem bylo postaveno 53 ponorek třídy T. Dělily se do tří sérií. V rámci předválečných programů bylo postaveno 15 ponorek, v rámci válečného programu pro rok 1940 to bylo 16 ponorek a v rámci válečnýcjh programů pro roky 1941 a 1942 dalších 22, přičemž stavba dalších pěti byla zrušena.
Jednotky třídy T:
| Jméno                        | Podtřída    | Loděnice            | Založení kýlu | Spuštění na vodu | Přijetí do služby | Status                                                                                          |
| ---------------------------- | ----------- | ------------------- | ------------- | ---------------- | ----------------- | ----------------------------------------------------------------------------------------------- |
| Triton (T15)                 | Triton      | Vickers-Armstrong   | 1936          | 1937             | listopad 1938     | Dne 18. prosince 1940 potopena v Jaderském moři, pravděpodobně minou.                           |
| Thunderbolt (T11, ex Thetis) | Triton      | Cammell Laird       | 1936          | 1938             | říjen 1940        | Dne 14. března 1943 ve Středomoří potopena italskou korvetou Cicogna.                           |
| Tribune (T76)                | Triton      | Scotts              | 1937          | 1938             | říjen 1939        | Do šrotu 1947.                                                                                  |
| Trident (T52)                | Triton      | Cammell Laird       | 1937          | 1938             | srpen 1939        | Do šrotu 1946.                                                                                  |
| Triumph (T18)                | Triton      | Vickers-Armstrong   | 1937          | 1938             | květen 1939       | Dne 14. ledna 1942 potopena ve Středomoří, pravděpodobně minou.                                 |
| Taku (T38)                   | Triton      | Cammell Laird       | 1937          | 1939             | leden 1940        | Do šrotu 1946.                                                                                  |
| Tarpon (T17)                 | Triton      | Scotts              | 1937          | 1939             | březen 1940       | Dne 14. dubna 1940 potopena v Severním moři německou minolovkou M6.                             |
| Thistle (T24)                | Triton      | Vickers-Armstrong   | 1937          | 1939             | červenec 1939     | Dne 10. dubna 1940 potopena v Severním moři německou ponorkou U 4.                              |
| Tigris (T63)                 | Triton      | Chatham Dockyard    | 1938          | 1939             | červen 1940       | Dne 10. března 1943 v Severním moři potopena německým stíhačem ponorek UJ2210.                  |
| Triad (T53)                  | Triton      | Vickers-Armstrong   | 1938          | 1939             | září 1940         | Dne 15. října 1940 potopena minou poblíž Benghází.                                              |
| Truant (T68)                 | Triton      | Vickers-Armstrong   | 1938          | 1939             | říjen 1939        | Do šrotu 1945.                                                                                  |
| Tuna (T94)                   | Triton      | Scotts              | 1938          | 1940             | srpen 1940        | Do šrotu 1945.                                                                                  |
| Talisman (T78)               | Triton      | Cammell Laird       | 1938          | 1940             | červen 1940       | Dne 16. září 1942 potopena poblíž Sicílie, pravděpodobně minou.                                 |
| Tetrarch (T77)               | Triton      | Vickers-Armstrong   | 1938          | 1939             | únor 1940         | Dne 27. října 1941 poblíž od Sardinie potopena minou.                                           |
| Torbay (T79)                 | Triton      | Chatham Dockyard    | 1938          | 1940             | leden 1941        | Do šrotu 1945.                                                                                  |
| Tempest (N86)                | WEP 1940    | Cammell Laird       | 1940          | 1941             | prosinec 1941     | Dne 13. února 1942 poblíž Tarentu potopena italskou torpédovkou Circe.                          |
| Thorn (N11)                  | WEP 1940    | Cammell Laird       | 1940          | 1941             | srpen 1941        | Dne 6. srpna 1942 ve Středomoří potopena italskou torpédovkou Pegaso.                           |
| Thrasher (N37)               | WEP 1940    | Cammell Laird       | 1939          | 1940             | květen 1941       | Do šrotu 1947.                                                                                  |
| Traveller (N48)              | WEP 1940    | Scotts              | 1940          | 1941             | duben 1942        | Dne 8. prosince 1942 potopena poblíž Tarentu, pravděpodobně minou.                              |
| Trooper (N91)                | WEP 1940    | Scotts              | 1940          | 1942             | srpen 1942        | Dne 10. října 1943 poblíž ostrova Leros potopena minou.                                         |
| Trusty (N45)                 | WEP 1940    | Vickers-Armstrong   | 1940          | 1941             | červenec 1941     | Do šrotu 1947.                                                                                  |
| Turbulent (N98)              | WEP 1940    | Vickers-Armstrong   | 1940          | 1941             | prosinec 1941     | Dne 14. března 1943 poblíž Sardinie potopena minou.                                             |
| P311 (P91)                   | WEP 1940    | Vickers-Armstrong   | 1941          | 1942             | srpen 1942        | Dne 31. prosince 1942 potopena minou.                                                           |
| Tactician (P94)              | WEP 1940    | Vickers-Armstrong   | 1941          | 1942             | listopad 1942     | Do šrotu 1963.                                                                                  |
| Tally-Ho (P317)              | WEP 1940    | Vickers-Armstrong   | 1942          | 1943             | duben 1943        | Do šrotu 1967.                                                                                  |
| Tantalus (P318)              | WEP 1940    | Vickers-Armstrong   | 1942          | 1943             | červen 1943       | Do šrotu 1950.                                                                                  |
| Tantivy (P319)               | WEP 1940    | Vickers-Armstrong   | 1942          | 1943             | červenec 1943     | Roku 1951 potopena jako cvičný cíl.                                                             |
| Taurus (P313)                | WEP 1940    | Vickers-Armstrong   | 1941          | 1942             | listopad 1942     | V letech 1948–1953 provozována nizozemským námořnictvem jako Dolfijn. Do šrotu 1960.            |
| Templar (P316)               | WEP 1940    | Vickers-Armstrong   | 1941          | 1942             | únor 1943         | Roku 1954 potopena jako cvičný cíl.                                                             |
| Trespasser (P312)            | WEP 1940    | Vickers-Armstrong   | 1941          | 1942             | září 1942         | Do šrotu 1961.                                                                                  |
| Truculent (P315)             | WEP 1940    | Vickers-Armstrong   | 1941          | 1942             | prosinec 1942     | Dne 12. ledna 1950 se potopila po kolizi se švédským tankerem Divina. Vyzvednuta a sešrotována. |
| Talent (322)                 | WEP 1941–42 | Vickers-Armstrong   | 1943          | 1943             | prosinec 1943     | Od dokončení provozována nizozemským námořnictvem jako Zwaardvis.                               |
| Telemachus (P321)            | WEP 1941–42 | Vickers-Armstrong   | 1942          | 1943             | říjen 1943        | Do šrotu 1961.                                                                                  |
| Terrapin (P323)              | WEP 1941–42 | Vickers-Armstrong   | 1942          | 1943             | leden 1944        | Dne 19. května 1945 poškozena, neopravena.                                                      |
| Thorough (P324)              | WEP 1941–42 | Vickers-Armstrong   | 1942          | 1943             | únor 1944         | Do šrotu 1961.                                                                                  |
| Thule (P325)                 | WEP 1941–42 | Devonport Dockyard  | 1941          | 1942             | květen 1944       | Do šrotu 1962.                                                                                  |
| Tireless (P327)              | WEP 1941–42 | Portsmouth Dockyard | 1941          | 1943             | duben 1945        | Do šrotu 1968.                                                                                  |
| Tradewind (P329)             | WEP 1941–42 | Chatham Dockyard    | 1942          | 1942             | říjen 1943        | Do šrotu 1955.                                                                                  |
| Trenchant (P331)             | WEP 1941–42 | Chatham Dockyard    | 1942          | 1943             | říjen 1944        | Do šrotu 1963.                                                                                  |
| Tudor (P326)                 | WEP 1941–42 | Devonport Dockyard  | 1941          | 1942             | leden 1944        | Do šrotu 1963.                                                                                  |
| Taciturn (P334)              | WEP 1941–42 | Vickers-Armstrong   | 1943          | 1944             | říjen 1944        | Do šrotu 1971.                                                                                  |
| Talent (P337, ex Tasman)     | WEP 1941–42 | Vickers-Armstrong   | 1944          | 1945             | červenec 1945     | Do šrotu 1970.                                                                                  |
| Tapir (P335)                 | WEP 1941–42 | Vickers-Armstrong   | 1943          | 1944             | prosinec 1944     | V letech 1948–1953 provozována nizozemským námořnictvem jako Zeehond. Do šrotu 1966.            |
| Tarn (P336)                  | WEP 1941–42 | Vickers-Armstrong   | 1943          | 1944             | duben 1945        | V březnu 1945 téměř dokončená předána nizozemskému námořnictvu jako Tijgerhaai.                 |
| Teredo (P338)                | WEP 1941–42 | Vickers-Armstrong   | 1944          | 1945             | duben 1946        | Do šrotu 1965.                                                                                  |
| Tiptoe (P332)                | WEP 1941–42 | Vickers-Armstrong   | 1942          | 1944             | červen 1944       | Do šrotu 1971.                                                                                  |
| Token (P328)                 | WEP 1941–42 | Portsmouth Dockyard | 1941          | 1943             | prosinec 1945     | Do šrotu 1970.                                                                                  |
| Trump (P333)                 | WEP 1941–42 | Vickers-Armstrong   | 1942          | 1944             | červenec 1944     | Do šrotu 1970.                                                                                  |
| Tabard (P342)                | WEP 1941–42 | Scotts              | 1944          | 1945             | červen 1946       | Do šrotu 1971.                                                                                  |
| Talent (P343)                | WEP 1941–42 | Scotts              | 1943          | –                | –                 | Stavba zrušena.                                                                                 |
| Theban (P341)                | WEP 1941–42 | Vickers-Armstrong   | 1943          | –                | –                 | Stavba zrušena.                                                                                 |
| Thermopylae (P355)           | WEP 1941–42 | Chatham             | 1943          | 1945             | prosinec 1945     | Do šrotu 1970.                                                                                  |
| Thor (P349)                  | WEP 1941–42 | Portsmouth Dockyard | 1943          | 1944             | –                 | Stavba zrušena.                                                                                 |
| Threat (P344)                | WEP 1941–42 | Vickers-Armstrong   | 1943          | –                | –                 | Stavba zrušena.                                                                                 |
| Tiara (P351)                 | WEP 1941–42 | Portsmouth Dockyard | 1943          | 1944             | –                 | Stavba zrušena.                                                                                 |
| Totem (P352)                 | WEP 1941–42 | Devonport Dockyard  | 1942          | 1943             | leden 1945        | Od roku 1964 provozována izraelským námořnictvem jako Dakar.                                    |
| Truncheon (P353)             | WEP 1941–42 | Devonport Dockyard  | 1942          | 1944             | květen 1945       | Od roku 1968 provozována izraelským námořnictvem jako Dolphin.                                  |
| Turpin (P354)                | WEP 1941–42 | Chatham Dockyard    | 1943          | 1944             | prosinec 1944     | Od roku 1965 provozována izraelským námořnictvem jako Leviathan.                                |

## Konstrukce

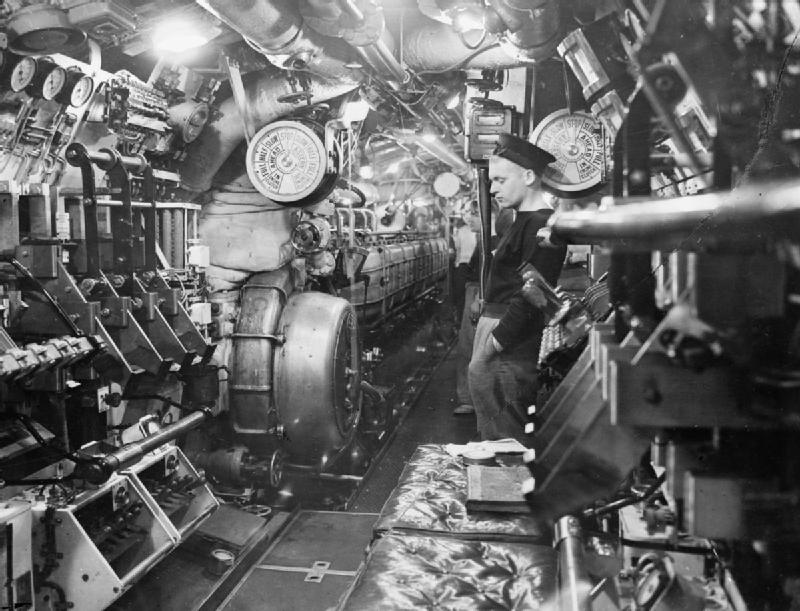
Interiér HMS Tribune

Výzbroj tvořil jeden 102mm/40 kanón QF Mk.XII, tři 12,7mm kulomety a deset 533mm torpédometů (šest příďových a čtyři záďové) se zásobou šestnáct torpéd. Pohonný systém tvořily dva diesely o výkonu 2500 hp a dva elektromotory o výkonu 1450 hp, pohánějící dva lodní šrouby. Dosah byl 3800 námořních mil při plavbě na hladině rychlostí deset uzlů. Operační hloubka ponoru byla 95 metrů.

## Operační služba
Třída byla nasazena ve druhé světové válce.

## Zahraniční uživatelé
Izrael

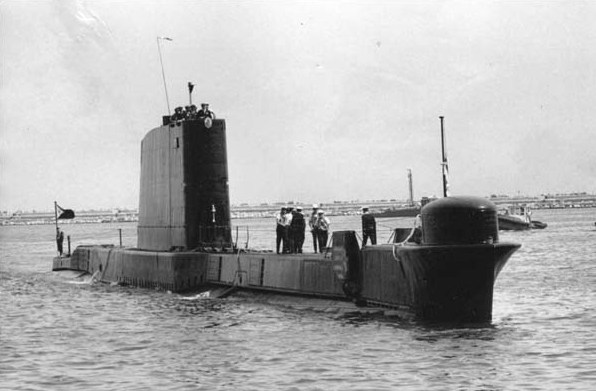
Izraelská ponorka Leviathan (S-75)

- Izraelské námořnictvo – V letech 1964–1968 zařadilo ponorky INS Dakar (S-77, ex Totem), INS Leviathan (S-75, ex Turpin) a INS Dolphin (S-79, ex Truncheon). Ve službě nahrazovaly starší britské ponorky třídy S. Všechny prošly poválečnou hloubkovou modernizací, jejíž součástí bylo zvýšení podhladinové rychlosti (odstranění kanónu, externích torpédometů na přídi, výstupků na trupu, nová věž), či modernější elektronika. Ponorka Dakar zmizela během plavby do Izraele a její vrak byl nalezen až roku 1999. Zbývající ponorky byly vyřazeny na konci 70. let.[4]

 Nizozemsko
- Nizozemské královské námořnictvo – Získalo celkem čtyři ponorky této třídy.[2][3]